# 谢文思
谢文思（1915年—），广东梅县人，中华人民共和国政治人物，中华全国归国华侨联合会原副主席，第六、七届全国政协委员。